# Serhij Bubka
Serhij Nazarowycz Bubka, ukr. Сергій Назарович Бубка, ros. Сергей Назарович Бубка, trb. Siergiej Nazarowicz Bubka (ur. 4 grudnia 1963 w Ługańsku) – ukraiński tyczkarz, 35-krotny rekordzista świata. Reprezentował ZSRR, po jego rozpadzie ekipę WNP (w 1992), a od 1993 Ukrainę. Bohater Ukrainy.
Były rekordzista świata na stadionie z wynikiem 6,14 metrów, ustanowionym 31 lipca 1994 w Sestriere. Był też rekordzistą świata w hali z wynikiem 6,15 m (ustanowionym w Doniecku 21 lutego 1993). Jest bratem Wasyla, który także uprawiał skok o tyczce, oraz ojcem tenisisty Serhija.

## Życiorys

### Kariera sportowa
Zaczął skakać o tyczce w wieku dziewięciu lat. W 1978 przeniósł się do Doniecka ze swoim trenerem Witalijem Petrowem. W 1983 zwyciężył na mistrzostwach świata w Helsinkach z wynikiem 5,70 m. 13 lipca 1985 w Paryżu po raz pierwszy pokonał symboliczną granicę sześciu metrów. Jednocześnie stopniowo poprawiał swój rekord. W 1988 osiągnął 6,06 m w Nicei. Coraz częściej zaczynało się mówić o tym, że pokona granicę 6,10 m podczas Letnich Igrzysk Olimpijskich w Seulu w tym samym roku. Na samych igrzyskach skoczył nieco słabiej, ale wynik 5,90 m zapewnił mu złoty medal. W ciągu czterech lat pomiędzy 1984 a 1988 podwyższył dotychczasowy rekord świata o 21 centymetrów. Jako pierwszy lekkoatleta w 1991 osiągnął 6,10 m w San Sebastián w Hiszpanii. Łącznie w ciągu kariery siedemnastokrotnie poprawiał rekord świata na stadionie oraz osiemnastokrotnie w hali.
Na Letnich Igrzyskach Olimpijskich w Seulu wynik 5,90 m zapewnił mu złoty medal. Nie zaliczył żadnej wysokości na następnych Letnich Igrzyskach Olimpijskich w Barcelonie w 1992. Swój ostatni rekord świata ustanowił w 1994. Zakwalifikował się na LIO w Atlancie w 1996, jednak start uniemożliwiła mu kontuzja. Na LIO w Sydney w 2000 odpadł w eliminacjach.
Był też łącznie sześciokrotnie mistrzem świata: Helsinki (1983), Rzym (1987), Tokio (1991), Stuttgart (1993), Göteborg (1995) i Ateny (1997). Czterokrotnie zdobywał halowe mistrzostwo świata: Paryż (1985), Indianapolis (1987), Sewilla (1991) i Barcelona (1995). Był złotym medalistą mistrzostw Europy w 1986 w Stuttgarcie oraz halowych mistrzostw Europy w 1985 w Pireusie.
Trzykrotnie (1984, 1985, 1986) odbierał nagrodę dla najlepszego sportowca Związku Radzieckiego.

### Pozostała działalność
W 1987 ukończył studia na uczelni sportowej (przekształconej później w Narodowy Uniwersytet Wychowania Fizycznego i Sportu Ukrainy). W 2001 uzyskał stopień kandydata nauk pedagogicznych, a w 2014 na macierzystej uczelni doktoryzował się w zakresie nauk o sporcie. W 1990 założył i został prezesem własnego klubu sportowego.
W wyborach w 2002 z proprezydenckiej listy Za Jedyną Ukrainę został posłem do Rady Najwyższej. Zasiadał we frakcji Partii Regionów, którą opuścił w 2005. W tym samym roku objął przewodniczącego Narodowego Komitetu Olimpijskiego Ukrainy, którym kierował do 2022. Zasiadł też we władzach Międzynarodowego Komitetu Olimpijskiego. W latach 2010–2013 pełnił funkcję doradcy prezydenta Ukrainy do spraw kultury fizycznej i sportu.

## Odznaczenia
Został odznaczony m.in. radzieckim Orderem Lenina i Orderem Czerwonego Sztandaru Pracy oraz ukraińskim Orderem „Za Zasługi” I, II i III klasy. W 2001 prezydent Łeonid Kuczma wyróżnił go tytułem Bohatera Ukrainy.